# Perak (đảo)
Đảo Perak (tiếng Mã Lai: Pulau Perak) là một đảo đá nhỏ nằm bên trong eo biển Malacca, cách Penang 75 dặm về phía tây bắc. Đảo này nằm dưới quyền quản lý của bang Kedah, Malaysia.
Đảo Perak có kích thước khoảng 549 m x 229 m (600 yd x 250 yd), cao 116 m, có dạng hình nón, sườn dốc đâm xuống biển đến độ sâu khoảng 50 m. Bên dưới độ sâu này là phần sườn ít dốc hơn, cấu tạo từ vật liệu sa khoáng mảnh vụn. San hô phát triển trên sườn đá gốc, tính đa dạng thấp, thành phần loài chủ yếu thuộc chi Pocillopora. Đảo vốn khô cằn, được tạo thành từ đá sừng thạch anh-tourmaline hoá cứng.
Trong tiếng Mã Lai, pulau nghĩa là "đảo" còn perak nghĩa là "bạc". Sở dĩ được gọi là "đảo bạc" vì bề mặt đảo bị loang lổ nhựa bẫy chim có màu trắng, khi ánh nắng chiếu lên thì trông tựa như bạc.